# Municipio de Highland (condado de Clarion)
El municipio de Highland (en inglés: Highland Township) es un municipio ubicado en el condado de Clarion en el estado estadounidense de Pensilvania. En el año 2000 tenía una población de 633 habitantes y una densidad poblacional de 12.9 personas por km².

## Geografía
El municipio de Highland se encuentra ubicado en las coordenadas 41°15′38″N 79°20′15″O / 41.26056, -79.33750.

## Demografía
Según la Oficina del Censo en 2000 los ingresos medios por hogar en la localidad eran de $37,188 y los ingresos medios por familia eran de $43,438. Los hombres tenían unos ingresos medios de $29,219 frente a los $21,607 para las mujeres. La renta per cápita de la localidad era de $16,468. Alrededor del 5,2% de la población estaba por debajo del umbral de pobreza.